# アルファスコープ
アルファスコープ（Alfaskop）は、スウェーデンのスタンダード・ラジオ・アンド・テレフォン株式会社（Standard Radio & Telefon AB、SRT）が創ったブランドであり、当初はデータ端末に後にPC/AT互換機 PCに使用された。このブランドはスウェーデンのITサービス会社のアルファスコープ株式会社（Alfaskop AB）の名称にも使用された。
アルファスコープ株式会社は2001年に倒産した。

## 歴史
1960年代にITT社（ITT Corporation）傘下のSRT社は航空システムに特化しており、このために自動車及び航空機製造業者サーブ＝スカニア社（Saab Scania）の近くのスウェーデン、リンシェーピングに所在していた。
1971年にSRT社は、自社とサーブ社と国有のスウェーデン開発社（Swedish Development Company）とのジョイントベンチャーであるスタンサーブ社（Stansaab AS）へ基幹技術を提供した。スタンサーブ社は商用と航空業務分野でのリアルタイムのデータ処理に焦点を当てていた。
1972年にはファシット社のデータ端末部門を吸収した。
アルファスコープの端末はスカンジナビア航空だけでも1,000台が使用されるほど航空会社の予約業務の市場で急速に地位を確立した。
1978年にスタンサーブ社はサーブ社のデータ・サーブ部門と統合されデータサーブ社となった。
1981年にエリクソン社は電気通信分野の成長率がIT分野よりも低いと判断し、データサーブ社を傘下に収めて自社の2部門と統合してエリクソン・インフォメーション・システムズ社（Ericsson Information Systems、EIS）を設立した。
通信と情報技術の間への集中という的確な予測を立てEISはアルファスコープ・グループにエリクソン社初のPCのEPCを設計するように指導し、EPCは16箇月後の1984年に発表された。
米国市場での苦戦、特に導入したPCの販売状況への失望によりエリクソン社は自社の"ペーパーレス・オフィス（paperless office）"戦略を諦めた。
1988年にアルファスコープ部門はノキア社に、その後1990年にICL社（International Computers Limited）に売却された。
最終的にICL社は製造部門をワイス・テクノロジー社（Wyse Technology）に売却し、結局ワイス・テクノロジー社がアルファスコープ端末の生産を止めることになった。
ワイス・テクノロジー株式会社（Wyse Technology AB）は1997年に廃業した。

## アルファスコープ製品
航空業界向けの業務内容のためSRT社の基幹技術はレーダー画像の表示であった。IBM社のディスプレイ端末の発売に刺激され、SRT社の専門技術を活用してアルファスコープ端末が開発された。
これらの端末は初期のパンチカードや紙テープよりもコンピュータとの親和性が高かった。1行80文字分のアルファベットと数字が24行表示できる端末は直ぐに標準機となった。
アルファスコープ端末はIBM製の機器と共通の接続ピン配列（pin compatible）を持つように設計されていた。
最初のモデルであるアルファスコープ 3100はIBM 2260の競合機として設計され、後のアルファスコープ 3500はIBM 3270に対抗して開発された。これらの後に刷新された3500がシステム37（System 37）と呼ばれ、新設計のシステム41（System 41）がこれに続いた。
エリクソン社初のPCのEPCは1984年にハノーファーのCeBIT見本市で発表された。
1年後にはエリクソン・ポータブル PC（Ericsson Portable PC）が続いた。年に連れPC/AT互換機の需要が高まり幾種類かのアルファスコープ PCが発売された。
エリクソン社がPC業界内で自社ブランドの確立を試みる一方でノキア社はアルファスコープの商標を利用しようとしていた。1989年にノキア社はIntel 80386ベースのサーバ、Intel 80286ベースのPC、イーサネットかトークンリングのネットワークを含んだ“アルファスコープ・ワークグループ・システム（Alfaskop Workgroup System）”を披露した。オフィス業務用のソフトウェアはX.400互換のアルファスコープ・メール（Alfaskop Mail）、WordPerfect、Lotus Freelanceが同梱されていた。オペレーティングシステムはMS-DOSかOS/2が提供されていた。

## 市場での成功
アルファスコープ端末は幾つかの市場（特にスウェーデン）ではIBMに競り勝ちさえする程の相応の成功を収めた。1980年代初めに会社は約10億クローナの利益を計上した。 顧客は航空会社、警察、地方議会、電気通信会社であった。
アルファスコープ端末の優位性の鍵はIBM互換機ながら廉価であることであった。これは多量に購入する顧客にとっては経費の節減になり端末を魅力的なものにしていた。アルファスコープ製品が会社の利益に貢献している（スタンサーブ社／データサーブ社時代の他の製品は損失を出していた）ことを反映してエリクソン社は ストックホルム郊外のヤールフェラ（Järfalla）の生産設備に4,000万クローナを投じた。 エリクソン社はテレックスとデータ端末を包含した自社のエリテックス（Eritex）・ワークステーションがアルファスコープ端末の代替となると予測していたが、アルファスコープ端末に対する需要は1983年までに累計10万台を売り上げるほどに続き年間販売台数は25,000台以上であった。 エリテックスは1980年代中頃には市場から消えたが、アルファスコープ端末の生産はノキア社時代も続き生産停止となるまでに90万台以上が出荷された。

## アルファスコープ株式会社
1990年からノキア・データ社（Nokia Data）は幾つかのフランチャイズパートナーにPCとネットワーク技術の販売に力を入れるように励奨していた。1994年からこれらの会社は密接に協力してネットワーク技術、マイクロソフト社の製品、システムインテグレーションの販売をしていた。1995年にこれらの会社が合併してアルファスコープ株式会社（Alfaskop AB）となった。1997年にアルファスコープ社はストックホルム証券取引所に上場した。
2000年の時点でアルファスコープ社はスウェーデン国内の18の事業所で660名を雇用していた。
しかし2001年にアルファスコープ社は倒産し、400名の従業員が解雇された。ビジネスワイヤ（Business Wire）から配信されたプレスリリースでは、およそ半分の従業員がITコンサルタント企業のメテオリット株式会社（Meteorit AB）に就職したと述べられている。